# Альтерація (біологія)
Альтера́ція (лат. alteratio зміна, від altero, alteratum змінювати, робити іншим) — загальна назва структурних змін клітин, тканин і органів, супроводжуваних порушенням їх життєдіяльності. На відміну від некрозу терміном альтерація позначають зміни, які не супроводжуються загибеллю клітин.
Альтерація виникає або в результаті безпосереднього впливу (підвищена або знижена температура, механічна травма, радіаційне опромінення і ін.), або опосередковано. Наприклад, дистрофічні зміни внутрішніх органів при масивних опіках шкіри є їх опосередкованою альтерацією.
Є важливим патофізіологичним компонентом запалення.
На перших етапах прояви альтерації оборотні. Продовження дії патологічних агентів може привести до загибелі клітин і тканин. Альтерація м'язової і нервової тканин викликає зміни їх збудливості і зумовлює появу т. з. струмів пошкодження.